# Vejledning
Vejledning (eng. guidance) er en betegnelse for den pædagogiske praksis at vejlede nogen eller lede dem på vej individuelt eller kollektivt.

## Indhold, formål og afgrænsning
Vejledning er en særlig pædagogisk samtalepraksis, der foregår i et forhold mellem en eller flere vejledere og en eller flere vejledningssøgende. Formålet er at gøre den eller de vejledningssøgende i stand til at træffe deres egen valg. Vejledning er dermed beslægtet med, men forskellig fra, rådgivning (eng. advisory), der drejer sig om at give direkte råd, og psykologisk rådgivning (eng. counselling eller counselling psychology), som er beslægtet med psykoterapi og fokuserer på håndtering af psykiske vanskeligheder.

## Anvendelsesområder
Vejleding bliver anvendt i mange formelle og uformelle sammenhænge, og professionel vejledning omfatter blandt andet studievejledning, uddannelsesvejledning, erhvervsvejleding og karrierevejledning. Vejledning foregår også i mere fagprofessionelle sammenhænge omkring arbejdsopgaver og lignende.
Studievejledning og uddannelsesvejledning er den mest udbredte form for vejledning, der fokuserer på alt fra uddannelsesvalg og optagelse på uddannelse til valgmuligheder, mens man studerer. I Danmark er studievejledning funderet i Bekendtgørelse af lov om vejledning om uddannelse og erhverv samt pligt til uddannelse, beskæftigelse m.v. Der er studievejledere knyttet til de enkelte uddannelser, og Ungdommens Uddannelsesvejledning står for mere generel vejledning af unge om uddannelsesvalg.
Nogle former for vejledning handler mere om selve livet, som for eksempel livsvejledning, der både kan være psykologisk eller filosofisk og se på valgmuligheder i tilværelsen. En anden form for vejledning er eksistentiel vejledning, som er beslægtet med eksistentiel terapi, men snarere handler om at vejlede til at kunne træffe gode valg i liv, uddannelse og arbejde. Endelig findes der åndelig vejledning, som i højere grad handler om at finde mening i tilværelsen.
Naturvejledning har til formål at vise, forklare og fortælle andre om det, man kan opleve i naturen. Denne form for vejledning varetages af naturvejledere, der ofte har en særlig uddannelse på området.